# Synclerostola fleissi
Synclerostola fleissi là một loài bướm đêm trong họ Noctuidae.